# Embedsmændenes Sikkerhedsudvalg
Embedsmændenes Sikkerhedsudvalg består af departementscheferne for Justitsministeriet, Udenrigsministeriet og Forsvarsministeriet samt cheferne for Politiets og Forsvarets Efterretningstjenester. Udvalget refererer til Regeringens Sikkerhedsudvalg.
| Myndighed | Spire Denne artikel om en offentlig myndighed er en spire som bør udbygges. Du er velkommen til at hjælpe Wikipedia ved at udvide den. |